# Mallophora wilhelmi
Mallophora wilhelmi is een vliegensoort uit de familie van de roofvliegen (Asilidae). De wetenschappelijke naam van de soort is voor het eerst geldig gepubliceerd in 1980 door Artigas & Angulo.